# هی‌آن جینگو
هی‌آن جینگو (別表神社) یک معبد شینتویی است که در کیوتو، ژاپن قرار دارد.